# Mercado de ações
O mercado de ações é um ambiente público e organizado para negociação de alguns títulos mobiliários e imobiliários (ações, opções de ações, fundos imobiliários, etc.). As transações podem ocorrer por intermédio das bolsas de valores ou nos chamados mercados de balcão (mercados em que são comercializados títulos não negociados em bolsas, dentro das normas legais previstas em lei e regulamentos, sem coordenação de entidades privadas de autorregulação).
Nas economias modernas, a grande maioria das operações no mercado acionário ocorrem por intermédio das bolsas de valores. Para investir em ações é necessário que o investidor procure uma corretora para abrir uma conta.[carece de fontes?] É usando o sistema da corretora, também chamado de home broker, que o investidor tem acesso às ordens de compra e venda dos papéis negociados na bolsa.

## Brasil
No Brasil, a única bolsa de valores de mercadorias e futuros em operação atualmente é a B3, com sede em São Paulo.
O mercado acionário do país é controlado por um órgão ligado ao governo federal, uma autarquia especial: a Comissão de Valores Mobiliários (CVM), que é responsável por disciplinar, fiscalizar e promover o mercado de valores mobiliários.
É na BM&F Bovespa que são negociadas as ações das maiores companhias brasileiras como Ambev, Banco Itaú, Banco Bradesco, BRF, Telefônica-Vivo, Banco Santander, Cielo, Banco do Brasil, Vale, Petrobras, etc

## Ações
Ação é a menor parcela do capital social das companhias de capital aberto, que têm seus papéis negociados na BM&F Bovespa. É um título patrimonial e concede aos seus detentores, chamados acionistas, os direitos e deveres de um sócio.
Os acionistas podem receber parte do lucro de uma companhia através do pagamento de dividendos, de juros sobre o capital próprio e de bonificações (quando a empresa distribui novas ações). Esses pagamentos são efetuados de acordo com os critérios de cada empresa, que decide quando e quanto pagar.
Além disso, os acionistas podem ganhar com a valorização das ações. A ideia é que quanto maior for o crescimento de lucros e de patrimônio da empresa, mais a ação daquela empresa valerá.  Obviamente que se a empresa não apresentar lucros e quebrar, suas ações passarão a não valer nada, como foi o que aconteceu com as empresas do empresário Eike Batista.
Investir em ações é uma maneira relativamente barata de você ser dono das grandes companhias brasileiras já citadas. Permite que o pequeno investidor participe  da evolução e do crescimento do lucro delas e consiga uma renda de outra natureza. É uma das melhores formas de acumular patrimônio. Entretanto, é preciso estar bem informado e entender a natureza desse tipo de investimento. Não há retorno e nem lucro garantido. O investidor deve analisar as empresas e escolher aquelas com as melhores perspectivas futuras.